# En-route-Radar

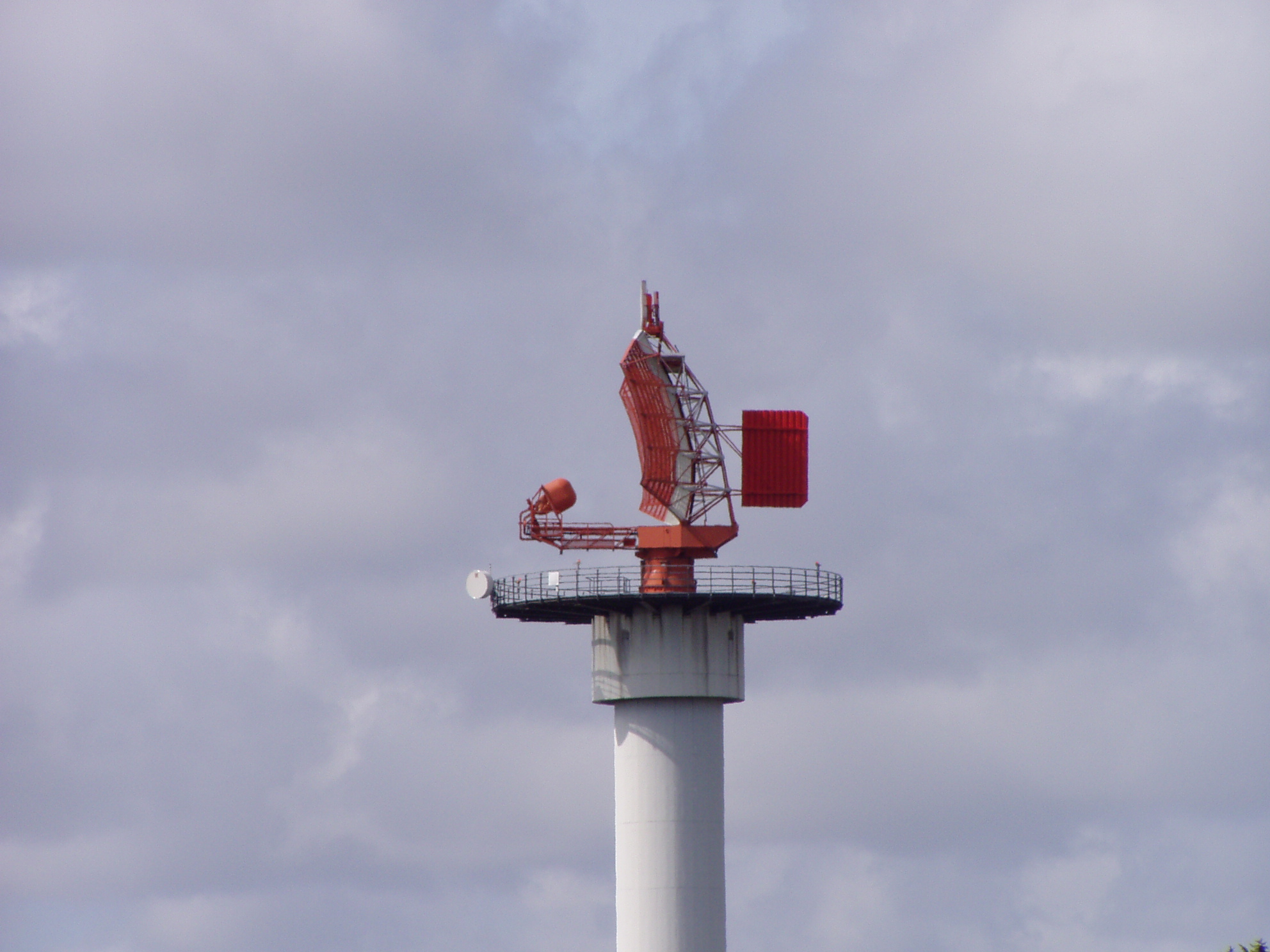
En-Route-Radar vom Typ SRE-M6 in Nordholz

Das En-route-Radar (französisch etwa „Luftstraßenradar“) ist ein Flugsicherungsradar speziell für die Streckenkontrolle der Luftraumüberwachung. Diese Radargeräte arbeiten meist im L-Band mit einer Reichweite bis zu 240 Nautischen Meilen (ca. 450 km).
Sie bilden den Flugverkehr außerhalb der besonderen Flugplatzbereiche ab, in denen Airport-Surveillance-Radargeräte (ASR) mit Reichweiten von bis zu 60 NM (111 km) zum Einsatz kommen. Die Antennen drehen sich mit einer Geschwindigkeit von 4 bis 6 Umdrehungen pro Minute relativ langsam (ASR-Geräte arbeiten mit 12 bis 14 Umdrehungen pro Minute). Sie werden auf hohen Betontürmen installiert, um so auch zu verhindern, dass sich Personen in gefährliche Nähe der Hauptkeule der Sendeenergie aufhalten und Schäden durch die ausgesendeten elektromagnetischen Wellen (Nicht ionisierende Strahlung) erleiden.

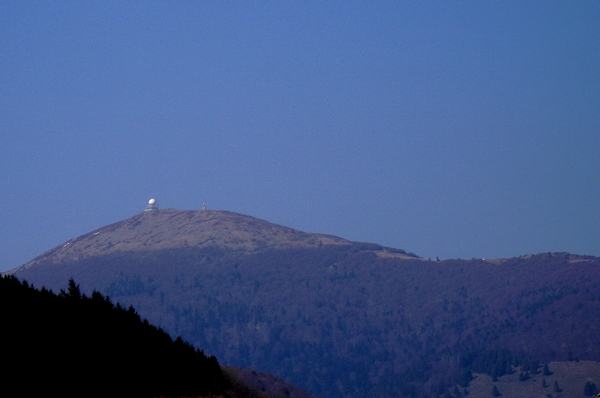
Radar auf dem Großen Belchen in den Vogesen

En-route-Radargeräte sind Primärradaranlagen, welche mit einem modernen Mode-S-fähigen Sekundärradar gekoppelt sind. Das En-route-Radar in Nordholz vom Typ SRE-M6 (MSSR Nordholz) wird vom Flughafen Bremen aus ferngesteuert und überwacht den Nordwesten der Bundesrepublik Deutschland und die gesamte Nordsee. Die daran anschließenden Bereiche sind die Stationen Deister und Schmooksberg. Jede dieser bundesweit sechs Anlagen hat einen Erfassungsradius von etwa 145 NM (270 km).